# Reinhard Ries
Reinhard Ries (* 17. Mai 1956 in Schenklengsfeld) ist ein deutscher Architekt und ehemaliger Leiter der Feuerwehr Frankfurt am Main.

## Leben und Wirken
Reinhard Ries war schon früh in der Jugendfeuerwehr seines Heimatortes Schenklengsfeld aktiv, die sein gleichnamiger Vater gegründet hatte. Er besuchte die Alte Klosterschule in Bad Hersfeld, als diese in die Modellschule Obersberg umgewandelt wurde, bis zum Abitur 1976. Nach Ableistung seines Wehrdiensts bei der Bundeswehr begann er 1978 das Studium der Architektur an der Technischen Universität Darmstadt, das er als Diplom-Ingenieur abschloss. Es folgte ein zweijähriges Referendariat im höheren feuerwehrtechnischen Dienst als Brandreferendar beim Regierungspräsidium Darmstadt. Von 1988 bis 1993 war er bei der Berufsfeuerwehr München. Am 1. Februar 1993 wurde er zum Leiter der Feuerwehr Frankfurt berufen. Schon in seinem ersten Monat im Amt hatte er den Einsatz beim Chemieunfall am Rosenmontag in den Frankfurter Hoechst-Werken zu leiten. Als Direktor der Branddirektion in Frankfurt am Main war er Leiter des Brandschutzes, Katastrophenschutzes, Rettungsdienstes, Notarztdienstes und der Flugrettung mit 1000 hauptamtlichen und 1500 ehrenamtlichen Einsatzkräften sowie verantwortlich für den vorbeugenden und baulichen Brandschutz.
In seiner Amtszeit begann er eine Neuausrichtung der Einsatztaktik und die damit verbundene dezentrale Neugliederung der Berufsfeuerwehr Frankfurt vom bisherigen Löschzug hin zum Staffelkonzept. Dazu gehörte die Schaffung von fünf neuen Standorten.
Ries ist Honorarprofessor an der Frankfurt University of Applied Sciences und am Fachbereich Architektur/Innenarchitektur an der Hochschule Darmstadt.
Er arbeitete in verschiedenen nationalen und internationalen Gremien mit und war Mitglied der internationalen Kommission zur Untersuchung der Brandkatastrophe am Düsseldorfer Flughafen 1996. In mehreren Auslandseinsätzen war er als Experte für die Bundesrepublik Deutschland tätig.
Ries hatte schon im Dezember 2013 auf die Brandgefährlichkeit von Dämmplatten auf Polystyrol-Basis hingewiesen. Seine Einschätzungen fanden im Zusammenhang mit dem Großbrand im Londoner Grenfell Tower im Juni 2017 ein breites mediales Echo. Mit der Vorlage der Londoner Untersuchungskommissionsberichte stellten sich seine damaligen Behauptungen jedoch als richtig heraus. Die Aussage, dass es sich um Polystyrol an der Fassade handele, stammte nicht von ihm, sondern einem Vize-Präsidenten des Deutschen Feuerwehrverbandes. Am Grenfell Tower war kein Polystyrol verbaut und der äußere Brandverlauf wurde durch die brennbaren Wetterschutzplatten eines amerikanischen Herstellers bestimmt.
Nach 25 Jahren als Amtsleiter der Branddirektion schied Reinhard Ries zum 31. März 2018 aus den Diensten der Stadt Frankfurt am Main. Nachfolger wurde sein bisheriger Vertreter Karl-Heinz Frank.